# Poecilotriccus latirostris
El titirijí frentirrojo (Poecilotriccus latirostris), también denominado mosqueta frente rojiza (en Paraguay), espatulilla de frente rojiza (en Perú), titirijí de frente rojizo, espatulilla rubicunda (en Colombia) o espatulilla frentirrojiza (en Ecuador), es una especie de ave paseriforme de la familia Tyrannidae perteneciente al género Poecilotriccus. Es nativo de Sudamérica.

## Distribución y hábitat
Las subespecies se distribuyen desde el centro sur de Colombia, por el este de Ecuador, este de Perú, norte de Bolivia (siempre al este de los Andes), noroeste de Brasil hasta el sureste (extremo noroeste de Paraná y Mato Grosso do Sul y adyacente extremo noreste de Paraguay.
Esta especie es considerada localmente bastante común en sus hábitats naturales: el denso sotobosque de  bordes de selvas y bosques de baja altitud, clareras arbustivas e islas ribereñas, principalmente abajo de los 1000 m de altitud.

## Sistemática

### Descripción original
La especie P. latirostris fue descrita por primera vez por el ornitólogo austríaco August von Pelzeln en 1868 bajo el nombre científico Euscarthmus latirostris; la localidad tipo es: «Borba, Río Madeira, Amazonas, Brasil.»

### Etimología
El nombre genérico masculino «Poecilotriccus» se compone de las palabras del griego «poikilos» que significa  ‘multicolor’, ‘manchado’, y « τρικκος trikkos»: pequeño pájaro no identificado; en ornitología, «triccus» significa «atrapamoscas tirano»; y el nombre de la especie «latirostris» se compone de las palabras del latín «latus» que significa ‘ancho’, y «rostris» que significa ‘de pico’.

### Taxonomía
Esta especie estuvo anteriormente situada en el género Todirostrum. Forma una superespecie con Poecilotriccus fumifrons. La subespecie propuesta nattereri es un sinónimo de ochropterus.

### Subespecies
Según las clasificaciones del Congreso Ornitológico Internacional (IOC) y Clements Checklist/eBird, se reconocen siete subespecies, con su correspondiente distribución geográfica:
- Poecilotriccus latirostris mituense (Olivares, 1965) - este de Colombia (alrededor de Mitú, Vaupés).
- Poecilotriccus latirostris caniceps (Chapman, 1924) - sur de  Colombia (oeste de Caquetá) al este hasta el noroeste de Brasil (a este hasta Tefé) y hacia el sur hasta el este de Ecuador y este de Perú.
- Poecilotriccus latirostris senectus (Griscom & Greenway, 1937) - norte de Brasil al norte del río Amazonas (noreste de Amazonas al este hasta el noroeste de Pará).
- Poecilotriccus latirostris latirostris (Pelzeln, 1868) - centro de la Amazonia brasileña desde el alto Juruá y Purús al este hasta Parintins.
- Poecilotriccus latirostris austroriparius (Todd, 1952) - margen derecha del Tapajós, en el oeste de Pará (Brasil).
- Poecilotriccus latirostris mixtus (J.T. Zimmer, 1940) - sureste del Perú (desde el norte de Puno) al sur hasta el noroeste de Bolivia (La Paz, Beni, Cochabamba).
- Poecilotriccus latirostris ochropterus (Allen, 1889) - oeste de Brasil (Mato Grosso al sur hasta el norte de São Paulo), Mato Grosso do Sul, extremo noroeste de Paraná y adyacente extremo noreste de Paraguay.[3]